# Kada Júlia
Kada Júlia (Budapest, 1939. december 24. –) József Attila-díjas (2009) műfordító, kritikus, szerkesztő.

## Életpályája
1959–1964 között az ELTE BTK magyar-angol szakos hallgatója volt. 1964–1966 között a Magyar Televízió irodalmi és drámai osztályának szerkesztője volt. 1966–1976 között a PEN Club titkára volt. 1967–1969 között a The New Hungarian Quartely munkatársa volt. 1973–ban az Élet és Irodalomnál dolgozott. 1973–1998 között a Nagyvilág rovatvezetője volt.
Peter Brook, Joyce Carol Oates, John Steinbeck, Mary McCarthy, Muriel Spark, Ambrose Bierce, Lafcadio Heam és Doris Lessing műveinek fordítója.

## Művei
- A líra ma (antológia, 1968)
- Huszonöt fontos angol regény (szerkesztette, 1996)

## Műfordításai
- Henry Slesar: A szürke flanellköpeny (bűnügyi regény, 1977)
- Nadine Gordimer: Kései polgárvilág (regény, 1978)
- Fred Hoyle: Stonehenge-től a modern kozmológiáig (tanulmány, 1978)
- Penelope Fitzgerald: A könyvesbolt (kisregények, 1982)
- Erich Segal: Szerelmi történet (regény, 1982)
- Penelope Fitzgerald: Emberi hangok (regény, 1983)
- Jacquie Durrell: Állatok az ágyamban (regény, 1985)
- Penelope Fitzgerald: Freddie iskolája (regény, 1987)
- Erich Segal: Oliver története (regény, 1989)
- T. Marlow: Schiele (képes album, 1992)
- Kazuo Ishiguro: A főkomornyik szabadsága (regény, 1992)
- Agatha Christie: Miért nem szóltak Evansnak? (bűnügyi regény, 1994, 2006, 2012)
- Erich Segal: Az évfolyam (Kiss Zsuzsával, regény, 1994, 2009)
- William Golding: Papíremberek (regény, 1994)
- Agatha Christie: A Hét Számlap rejtélye (bűnügyi regény, 1995, 2006, 2012)
- Stan Smith: Az akvarellfestés iskolája (1996)
- Agatha Christie: Gyilkosság a csendes házban (bűnügyi regény, 1996, 2006)
- Steve Jones: A vérünkben van, amiről a gének mesélnek (regény, 1998)
- Velence - Művészeti kalauz (2006)
- Erich Segal: Szerelmi történet - Oliver szerelme (2006)
- Kazuo Ishiguro: Ne engedj el... (2006, 2011)
- Annie Proulx: Közel s távol - Wyomingi történetek (2006)
- Sarah Mlynowski: Melltartó és seprűnyél (2007)
- Sarah Mlynowski: Vágyak és varangyok (2008)
- Janelle McCulloch: Párizsban az élet (2009)
- Terry Deary: Vérvörös és színarany (2010)
- Kazuo Ishiguro: Napok romjai (2010)
- Sarah Mlynowski: Hálózsák és hókuszpókusz (2010)
- Sarah Mlynowski: Buli és bájital (2011)
- Alaszka (2011)
- Louise Nicholson: London (2012)
- A tűz és a könnyek asszonya (2012)
- Donna Tartt: Az aranypinty (2016)
- Donna Tartt: A kis barát (2019)

## Díjai, elismerései
- Szocialista Kultúráért (1982)
- József Attila-díj (2009)